# Гімн Монако
Hymne Monégasque (укр. Гімн Монегасків) — національний гімн Монако. Перший варіант гімну був написаний Теофілом Белландо де Кастор у 1841 році. Пізніше Бастиль-Блейз переробив мелодію та вніс деякі інші косметичні зміни. У 1848 році Національна гвардія Монако, яка була створена Карлом ІІІ, затвердила мелодію і змінила назву на «Марш національних лоялістів». У 1897 році Чарльз Альбрехт склав нове аранжування для фортепіано під назвою «Air National de Monaco». Через рік Франціско Белліні створив версію для оркестру. Сучасна версія гімну була створена у 1914 році Лео Яні і вперше прозвучала на святкуванні 25-ї річниці правління Принца Альберта. Луї Нотарі написав слова монегаською мовою у 1931 році.
Тільки текст монегаською є офіційним і може виконуватись. Самим гімном є тільки перший вірш. Часто текст навіть не співається, окрім офіційних церемоній.

## Текст гімну
Despoei tugiù, sciü d'u nostru paise
Se ride aù ventu, u meme pavayun
Despoei tugiù a curù russa e gianca
E stà r'emblèma d'a nostra libertà
Grandi e piciui, r'an tugiù respeta.
Amu ch'üna tradiçiun,
Amu ch'üna religiun,
Amu avüu per u nostru unù
I meme Principi tugiù
E ren nun ne scangera
Tantu ch'u suriyu lüjerà ;
Diu sempre n'agiüterà
E ren nun ne scangera